# おすぎのいいすぎ!?
おすぎのいいすぎ!?は、ニッポン放送で放送されていたラジオ番組。2002年10月7日放送開始　2004年3月26日放送終了。
パーソナリティのおすぎはオープニングでは「お台場（当時）より愛をこめて、ニッポン放送 おすぎのいいすぎ」とタイトルコールしていた。

## 放送時間
- 2002年10月 - 2003年3月　月 - 金19:40 - 19:50（ショウアップナイターニュース内）
- 2003年4月 - 2004年3月　月 - 金16:35 - 16:45（垣花正のニュースわかんない!?内）